# Căn cứ Bearcat
Căn cứ Bearcat (còn gọi là Bearcat, Trại Martin, Trại Cox hoặc Sân bay Bắc Long Thành) là căn cứ cũ của Quân đội Mỹ gần thành phố Biên Hòa, tỉnh Đồng Nai, Việt Nam Cộng hòa.

## Lịch sử

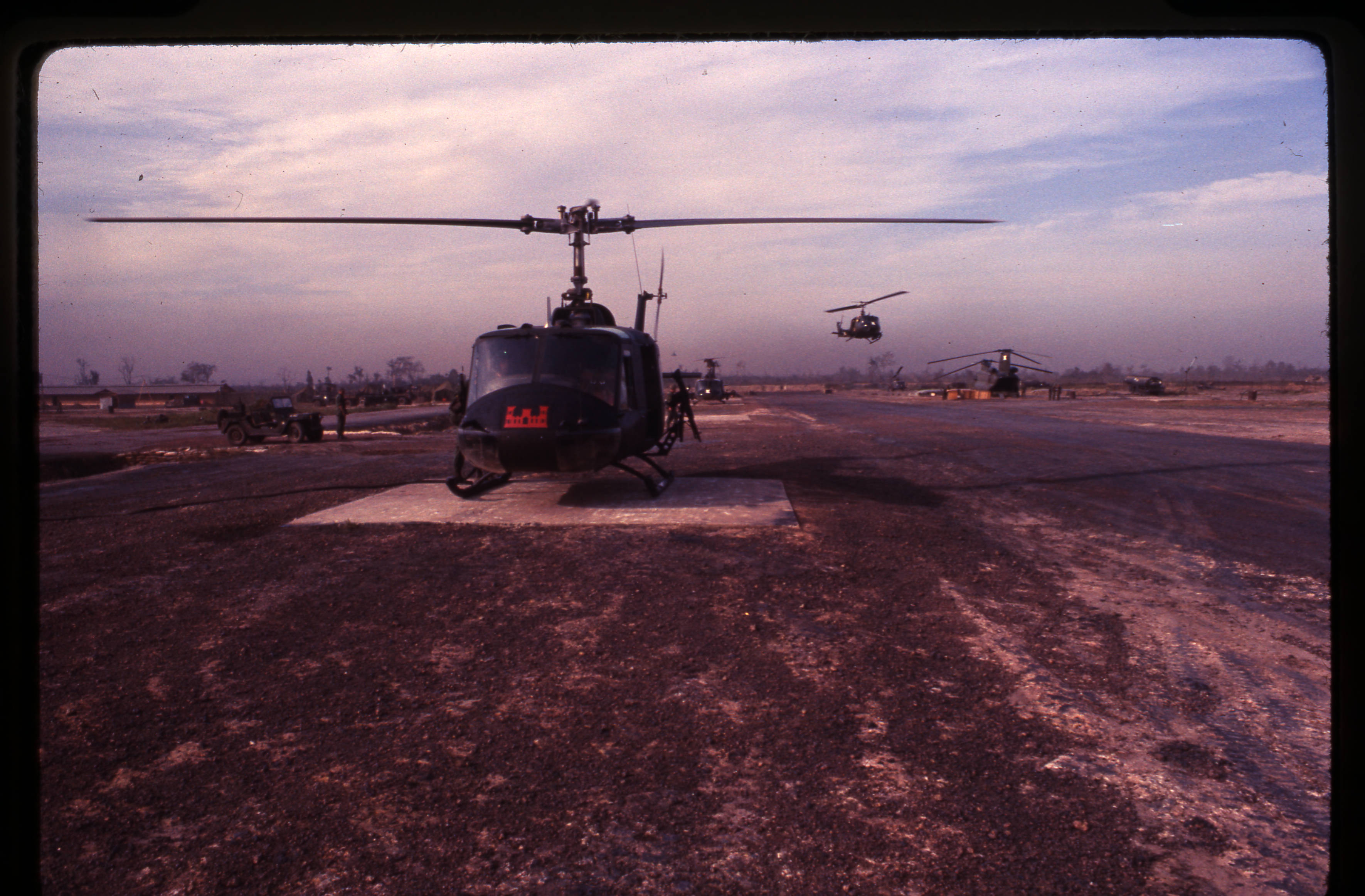
Trực thăng Long Thành, ngày 27 tháng 1 năm 1967

Bearcat ban đầu là một sân bay của Pháp, sau này được người Nhật sử dụng trong Thế chiến thứ hai. Thời kỳ đầu chiến tranh Việt Nam, Liên đoàn 1 Biệt kích quân Mỹ đã thành lập một căn cứ tại nơi đây. Về sau, đây là căn cứ của Sư đoàn 9 Bộ binh từ tháng 1 năm 1967 cho đến khi sư đoàn này dời sang căn cứ Đồng Tâm gần Mỹ Tho vào cuối năm 1967. Trại nằm trên Quốc lộ 15, cách Biên Hòa 16 km về phía đông nam. Trại lấy tên theo biệt hiệu vô tuyến của Biệt kích.
Các đơn vị khác của Mỹ đóng quân tại Bearcat bao gồm:
- Tiểu đoàn 7, Trung đoàn 8 Pháo binh (Tháng 6–Tháng 10 năm 1967)[3]:98
- Tiểu đoàn 7, Trung đoàn 9 Pháo binh (Tháng 11 năm 1966–Tháng 8 năm 1969)[3]:98
- Tiểu đoàn 1, Trung đoàn 11 Pháo binh (Tháng 1 năm 1967–1968)[3]:98
- Tiểu đoàn 5, Trung đoàn 42 Pháo binh (1968)[3]:105
- Tiểu đoàn 1, Trung đoàn 84 Pháo binh (Tháng 2 năm 1967–1968)[3]:107

- Lữ đoàn 2, Sư đoàn 1 Bộ binh bao gồm:
  - Tiểu đoàn 1, Trung đoàn 16 Bộ binh (Tháng 6 năm 1967, Tháng 2 năm 1970)[3]:142
  - Tiểu đoàn 2, Trung đoàn 16 Bộ binh (Tháng 1–tháng 2 năm 1970)[3]:143
  - Tiểu đoàn 1, Trung đoàn 18 Bộ binh (Tháng 1 năm 1970)[3]:143
  - Tiểu đoàn 2, Trung đoàn 18 Bộ binh (Tháng 1–Tháng 2 năm 1970)[3]:143
- Lữ đoàn 3, Sư đoàn 4 Bộ binh bao gồm:
  - Tiểu đoàn 2, Trung đoàn 12 Bộ binh (Tháng 10–Tháng 11 năm 1966)[3]:140
  - Tiểu đoàn 3, Trung đoàn 22 Bộ binh (Tháng 10–Tháng 11 năm 1966)[3]:145
- Tiểu đoàn 2, Trung đoàn 47 Bộ binh (Tháng 3–Tháng 7 năm 1968)[3]:1501

Bearcat cũng đóng vai trò là căn cứ cho Sư đoàn Viễn chinh Lục quân Hoàng gia Thái Lan từ năm 1968.
Sân bay Bắc Long Thành

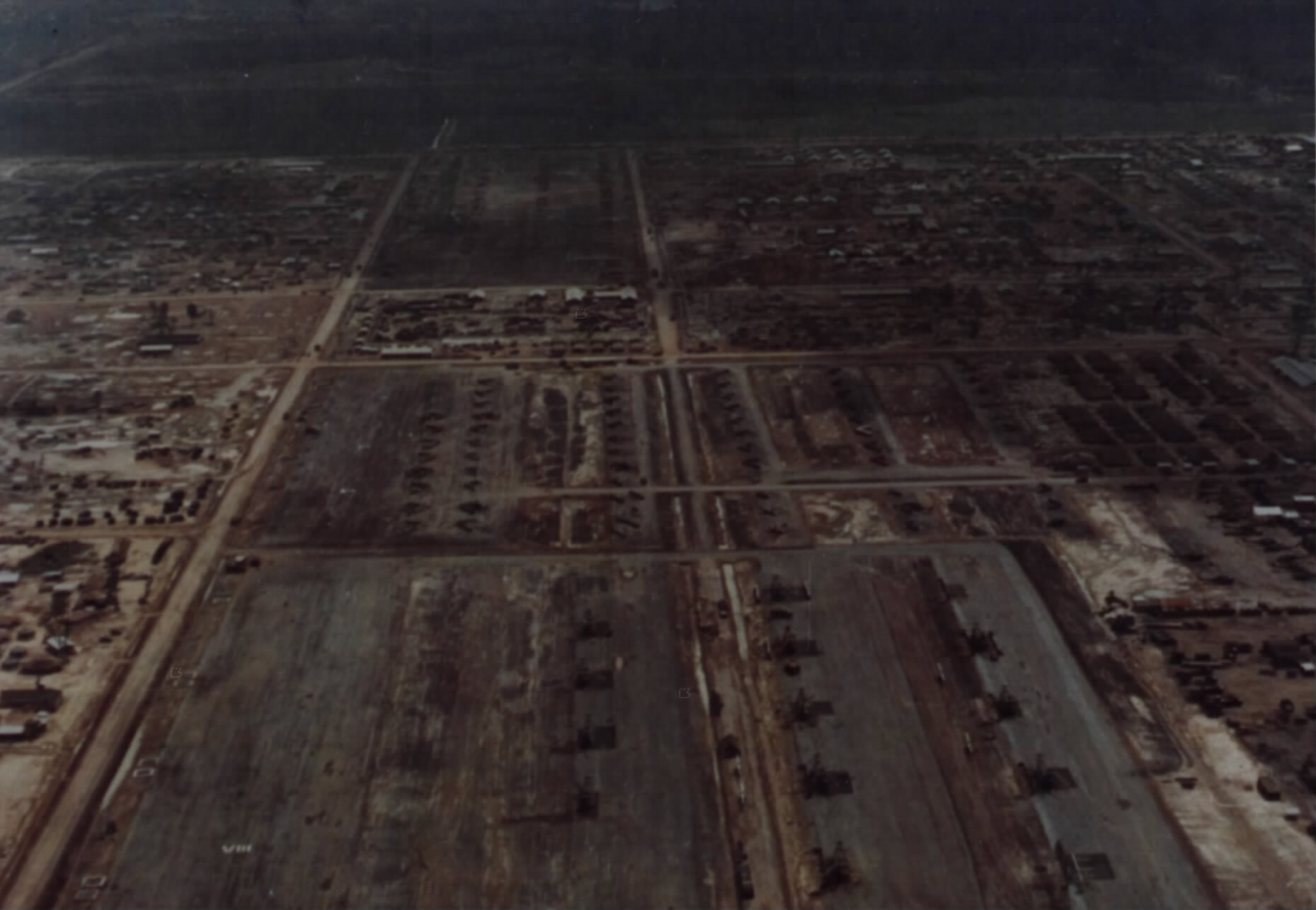
Sân bay lục quân Long Thành, tháng 7 năm 1967

- Tiểu đoàn Hàng không 210 (Tháng 1 năm 1968–Tháng 8 năm 1971)[3]:117
  - Đại đội Hàng không 25 (Tháng 2 năm 1968–Tháng 7 năm 1971)[3]:117
  - Đại đội Hàng không 54 (Tháng 1 năm 1968–Tháng 3 năm 1971)[3]:117
  - Đại đội Hàng không 73 (Tháng 1 năm 1968–Tháng 5 năm 1970)[3]:117
  - Đại đội Hàng không 74 (Tháng 1 năm 1968–Tháng 7 năm 1971)[3]:117
  - Đại đội Hàng không 120 (Tháng 1 năm 1968–Tháng 4 năm 1969)[3]:117
  - Đại đội Hàng không 125 (Tháng 1 năm 1968–Tháng 3 năm 1968)[3]:117
  - Đại đội Hàng không 184 (Tháng 1 năm 1968–Tháng 7 năm 1971)[3]:117
- Tiểu đoàn Hàng không 214 (Tháng 1 năm 1967–Tháng 11 năm 1968)[3]:117
  - Đại đội Trực thăng Tấn công 191 (Tháng 5 năm 1967–cuối năm 1968 khi đơn vị này di chuyển đến Đồng Tâm nhằm yểm trợ cho Sư đoàn 9 Bộ binh)[3]:117
  - Đại đội Hàng không 200 (Tháng 3 năm 1967–Tháng 7 năm 1968)[3]:117,122
  - Đại đội Hàng không 240 (Tháng 5 năm 1967–Tháng 12 năm 1971)[3]:117,122
- Đại đội Hàng không 135 (Tháng 1–không rõ năm 1968)
- Đại đội Hàng không 244 (Tháng 8–Tháng 12 năm 1971)[3]:122
- Đại đội Vận tải 56, Tiểu đoàn Vận tải 765

## QLVNCH sử dụng
Năm 1972, trường bộ binh và trường thiết giáp của Quân lực Việt Nam Cộng hòa bắt đầu chuyển từ Thủ Đức về Căn cứ Bearcat.

## Hiện tại
Căn cứ này hiện tại đã bị bỏ hoang và chuyển thành đất nông nghiệp mặc dù sân bay Bắc Long Thành vẫn có thể nhìn thấy rõ trên ảnh vệ tinh.